# Ali Öztürk (Fußballspieler, April 1987)
Ali Öztürk (* 12. April 1987 in Develi) ist ein türkischer Fußballspieler.

## Karriere
Ali Öztürk startete mit dem Vereinsfußball 2001 in der Jugend vom Amateurverein Altınoluk Belediyespor und spielte anschließend in der Jugend von Balıkesir Belediyespor.
Im Frühjahr 2008 wechselte er als Profispieler zu Balıkesirspor. Hier gelang ihm schnell die Anpassung an die Mannschaft. Nachdem er bis zum Saisonende elf Ligaspiele absolviert hatte, gelang ihm in der zweiten Saison der Sprung in die Stammelf. In der Viertligasaison 2009/10 erreichte er mit seiner Mannschaft die Vizemeisterschaft der TFF 3. Lig und damit den Aufstieg in die TFF 2. Lig. Öztürk steuerte zu diesem Erfolg 19 Saisontore bei und hatte damit großen Anteil an dem Aufstieg. In die 2. Lig aufgestiegen spielte Öztürk mit seinem Verein nahezu jede Saison um den Aufstieg in die TFF 1. Lig. Nachdem man in den ersten zwei Spielzeiten den Aufstieg verpasst hatte, beendete man die Spielzeit 2012/13 als Meister der TFF 2. Lig und erreichte so den ersehnten Aufstieg in die TFF 1. Lig.
Im Sommer 2016 verließ Öztürk nach zehnjähriger Zugehörigkeit Balıkesirspor und wechselte zum Viertligisten Manisa Büyükşehir Belediyespor.

## Erfolge
Mit Balıkesirspor
- Vizemeister der TFF 1. Lig und Aufstieg in die Süper Lig: 2013/14
- Meister der TFF 2. Lig und Aufstieg in die TFF 1. Lig: 2012/13
- Vizemeister der TFF 3. Lig und Aufstieg in die TFF 2. Lig: 2009/10